# 氢氧化钬
氢氧化钬是一种无机化合物，化学式为Ho(OH)3。

## 化学性质
氢氧化钬可溶于酸，生成钬盐：
Ho(OH)3 + 3 H+ → Ho3+ + 3 H2O
氢氧化钬受热分解，先生成HoO(OH)，继续加热得到Ho2O3。